# Wanda Komorowska
Wanda Komorowska (ur. 21 grudnia 1873 w Krakowie, zm. 17 stycznia 1946 tamże) – polska malarka i graficzka.

## Życiorys
Jej rodzicami byli Władysław i Franciszka z domu Hauer. Miała brata Bolesława. Ukończyła Wyższe Kursy dla Kobiet w Krakowie, jej nauczycielami tamże byli: Jacek Malczewski, Franciszek Siedlecki, Włodzimierz Tetmajer. Wyjechała do Monachium w 1902 roku, uczyła się tamże w Szkole Rysowniczej u Johanna Brockhoffa, m.in. litografii. Wyjechała do Paryża w 1904 roku, tamże uczyła się w Akademii Colarossiego oraz grafiki u Émile’a Renarda, we Francji pracowała w zakładach graficznych Henri Bautela. Wróciła do Krakowa około 1906 roku.
Jej dzieła prezentowano m.in. w Towarzystwie Przyjaciół Sztuk Pięknych w Krakowie (od 1903 roku), a także na wystawie Związku Artystów Grafików.
Należała do grupy artystycznej „Niezależni”. Była członkiem zarządu Związku Artystów Grafików.

## Twórczość
Wykonywała głównie grafiki w technikach: akwaforty (także kolorowej), akwatinty, mezzotinty, monotypii, suchej igły. Częste motywy w jej grafikach to; kwiaty (martwa natura), pejzaże, postacie dziecięce i kobiece, starców, sceny rodzajowe. Jej twórczość graficzną cechuje wyciszona, melancholijna, pełna zadumy atmosfera. Wykonała kilka autoportretów (m.in. Autoportret na kilka dni przed Śmiercią, 1946); Irena Kossowska porównała ich styl do prac Jamesa McNeilla Whistlera. Tworzyła także malarstwo olejne, zwłaszcza portrety. 
Jej prace znajdują się w kolekcjach: Muzeum Narodowego w Gdańsku, Muzeum Narodowego w Krakowie, Muzeum Narodowego w Poznaniu, Muzeum Narodowego w Warszawie, Muzeum Narodowego we Wrocławiu, w muzeum w Toruniu, a także w Lwowskiej Galerii Sztuki. Jej biogram znalazł się m.in. w Allgemeines Lexikon der bildenden Künstler des XX Jahrhunderts (redaktor Hans Vollmer), w którym uwzględniono jedynie kilka nazwisk polskich graficzek dwudziestolecia międzywojennego.

## Galeria

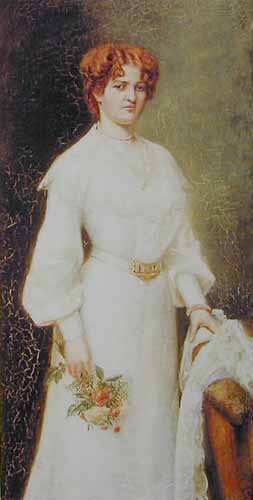
Portret młodej kobiety, olej na płótnie, 1905
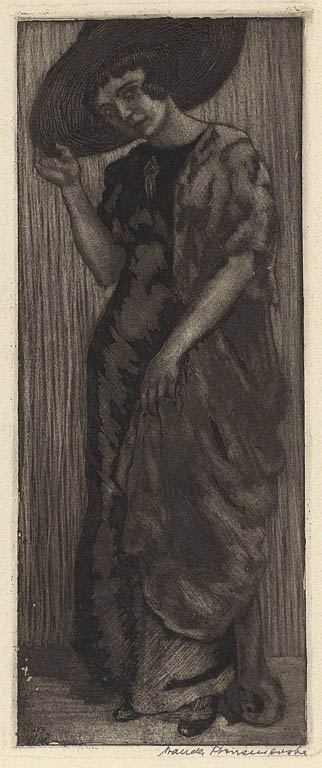
Portret damy w kapeluszu, akwaforta, akwatinta
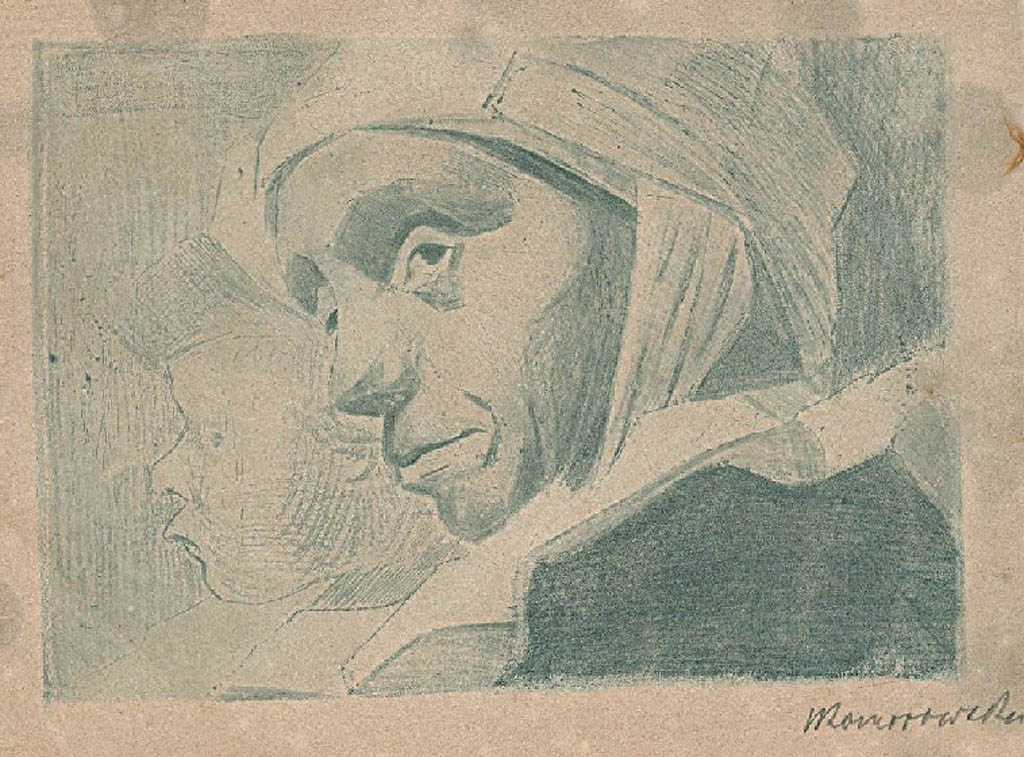
Studium głów, akwatinta, miedzioryt
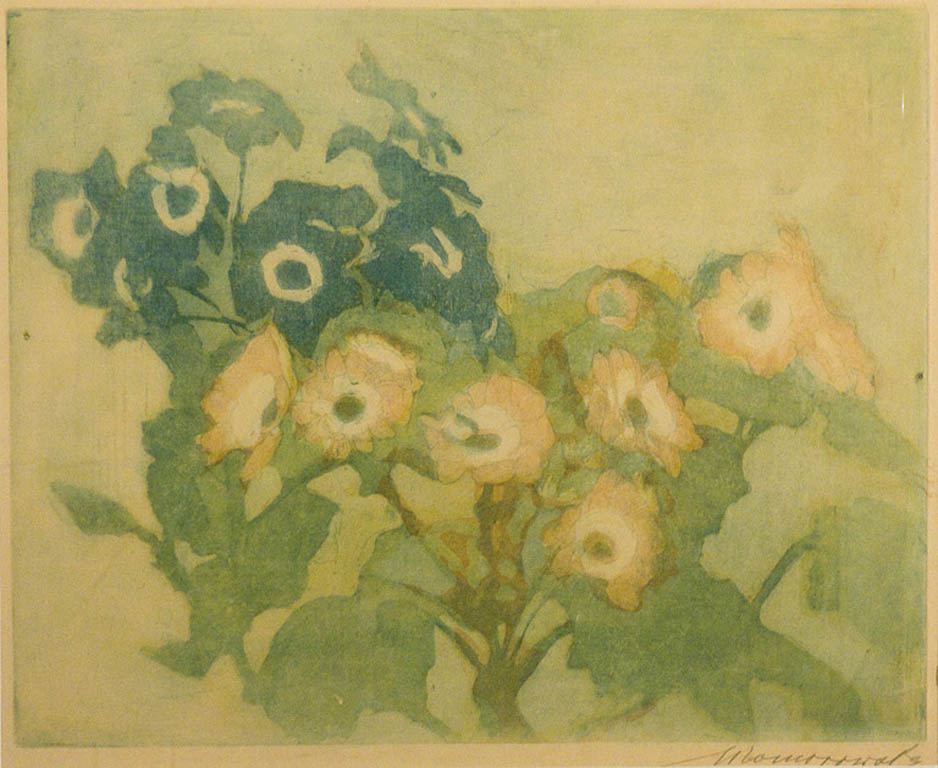
Prymulki, akwaforta barwna
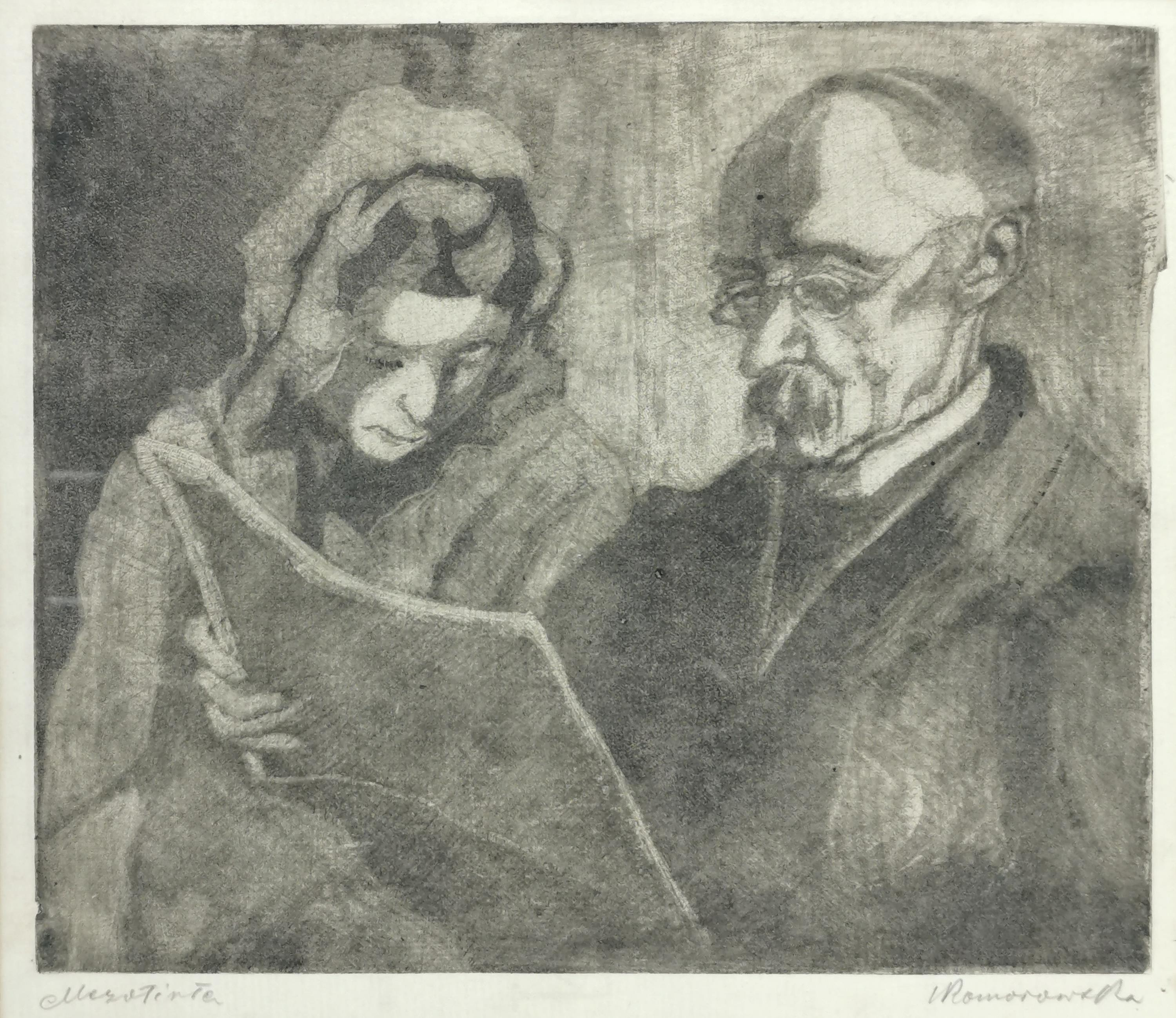
Nad lekturą, mezzotinta
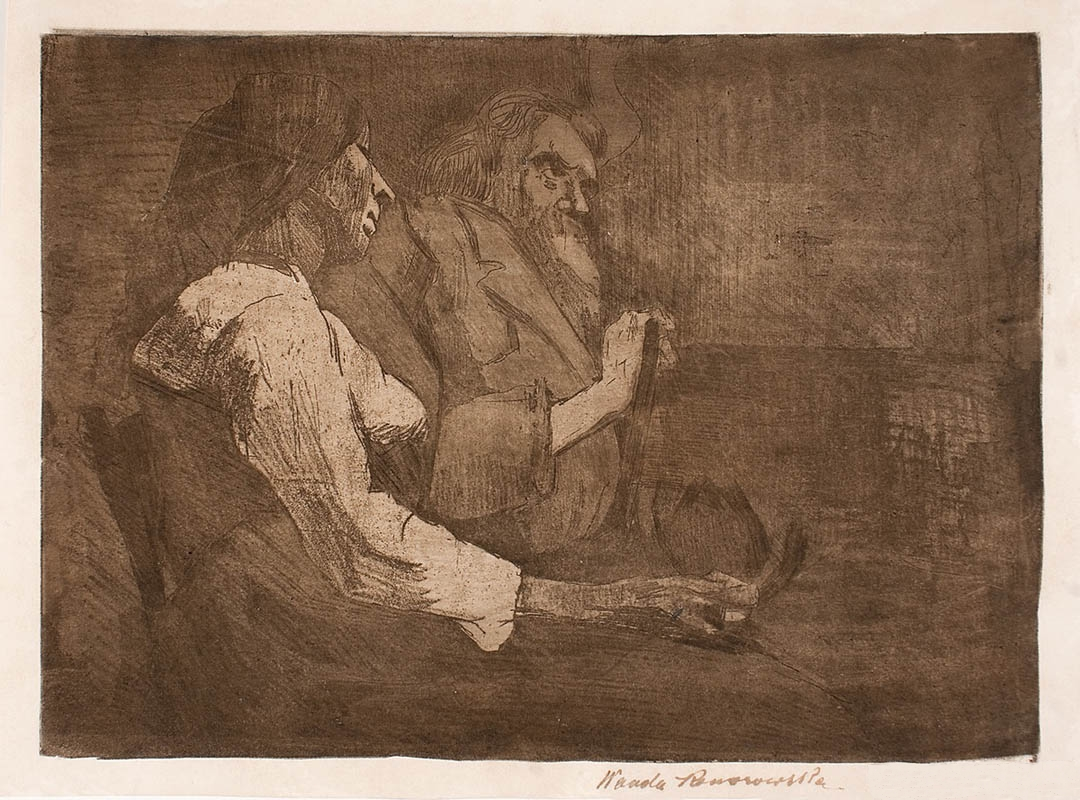
Rodzice, akwatinta